# Popovica
Popovica (em cirílico:Поповица) é uma vila da Sérvia localizada no município de Negotin, pertencente ao distrito de Bor, nas regiões de Timočka Krajina e Negotinska Krajina. A sua população era de 487 habitantes segundo o censo de 2002.

## Demografia
| 1948  | 1953  | 1961 | 1971 | 1981 | 1991 | 2002 |
| ----- | ----- | ---- | ---- | ---- | ---- | ---- |
| 1 111 | 1 063 | 984  | 911  | 842  | 606  | 487  |